# CD Comerciantes Unidos
A Club Deportivo Comerciantes Unidos (röviden: Comerciantes Unidos, nevének jelentése: „egyesült kereskedők”) Peru egyik labdarúgócsapata. A sárga, kék, és újabban lila színekkel rendelkező együttes otthona a Cajamarca megyei Cutervo, hazai pályája az Estadio Juan Maldonado Gamarra.

## Története
Az ötlet, hogy létrehozzák a klubot, 2001 októberében vetődött fel először Abdias Cieza Tapia, Juan Tarrillo Castro és Jorge Salas Toro gondolataiban. Kisebb véleményeltérések rendezése után megállapodtak, hogy a csapat fő színe a sárga és a kék lesz, kiegészítve Cutervo tartomány zászlajának zöld színével. Szereplésüket még nem hivatalosan bejegyzett klubként a körzeti bajnokság másodosztályában kezdték meg, amatőr, vidéki labdarúgókkal a soraikban, és sikerült is feljutniuk a körzeti első osztályba. A hivatalos megalakulásra 2002. szeptember 19-én került sor, ezután pedig egyre több és egyre komolyabb támogató érkezett hozzájuk.
2008 tavaszára, 21 idegenbeli mérkőzésen vereség nélkül pályára lépve a megye bajnokai lettek, és feljutottak az országos harmadosztály egyik csoportjába, majd 2010-ben ismét megyei bajnokok lettek, és megint az országos harmadosztályban szerepelhettek. Ekkor készítette el egy lelkes szurkoló, José Requejo Díaz a klub új címerét. Ebben a szezonban egészen a negyeddöntőig meneteltek, majd kevésbé sikeres évek következtek, de 2013-ban erőteljes kampányt indítottak (több mint 5000 aláírást is összegyűjtöttek) annak érdekében, hogy kapjanak meghívást a másodosztályba: sikerrel is jártak. Mivel azonban nem volt megfelelő stadionjuk, székhelyüket át kellett költöztetni a szintén Cajamarca megyei Santa Cruz tartományba. Ekkor a 16 csapat közül a 14. helyen végeztek, de a következő évben, immár saját városukban játszva otthon, megnyerték a másodosztályt, és feljutottak a legmagasabb szintre.

## Stadion
A csapat hazai mérkőzéseit az Estadio Juan Maldonado Gamarrában játssza. Ez a stadion 8000 férőhelyes.